# استازولام
استازولام(به انگلیسی: Estazolam) که با نام تجاری Prosom و نام‌های دیگر فروخته می‌شود، دارویی آرامبخش از دسته تریازولوبنزودیازپین‌ها (TBZD) است که در آن یک حلقه بنزودیازپین (BZD) با یک حلقه تریازول جوش خورده‌است. این ماده دارای خاصیت ضد اضطراب، ضد تشنج، خواب‌آور، آرام بخش و شل کننده عضلات اسکلتی است. استازولام یک بنزودیازپین خوراکی با اثر میان مدت است. این دارو برای درمان کوتاه مدت بی خوابی استفاده می‌شود.
استازولام در سال ۱۹۶۸ ثبت اختراع شد و در سال ۱۹۷۵ مورد استفاده پزشکی قرار گرفت.